# Dorothea Maetzel-Johannsen

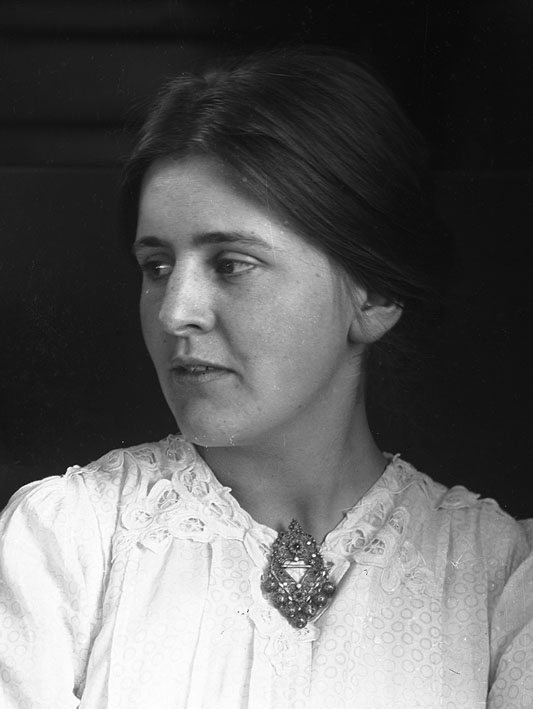
Dorothea Maetzel-Johannsen 1910

Dorothea Maetzel-Johannsen (Lensahn, 6 februari 1886 - Hamburg, 8 februari 1930) was een Duits kunstschilderes. Ze werkte onder invloed van meerdere avant-gardistische schilderstijlen.

## Leven en werk
Als kind leed Dorothea Maetzel-Johannsen aan reuma, wat uiteindelijk leidde tot chronisch hartfalen. Ze legde zich toe op tekenen en schilderen en vertoonde al op jonge leeftijd een bijzondere begaafdheid, met name tot uitdrukking komend in een aantal stillevens. Tussen 1907 en 1909 volgde ze te Hamburg een opleiding tot tekenlerares, waarna ze les ging geven op een school te Sleeswijk. Nadat ze in 1910 huwde met de architect en kunstschilder Emil Maetzel mocht ze geen les meer geven en legde ze zich toe op de schilderkunst. Ze ontwikkelde een eigen impressionistische stijl, aanvankelijk onder invloed van de door haar bewonderde Paul Cézanne. Tijdens de Eerste Wereldoorlog ging ze in de leer bij Lovis Corinth. In 1919 behoorde ze samen met haar man tot de oprichters van de 'Hamburger Sezession', een vereniging voor avant-gardistische kunst.
Onder invloed van de expressionistische beweging Die Brücke, het primitivisme en het kubisme veranderde Maetzel-Johannsen haar stijl na 1919 in een modernistische richting, waarbij hoekige figuren en strakke belijningen centraal stonden, binnen vlakke ruimtes. Ze maakte portretten, figuurstudies en stillevens. Haar werken kenmerkten zich door een melancholische uitstraling.
In 1921 opende Maetzel-Johannsen een eigen atelier te Hamburg en zijn ook invloeden te onderkennen vanuit de Neue Sachlichkeit. In 1923 kreeg ze een grote opdracht voor een aantal muurschilderingen in de Hamburger Kunsthalle. In 1925 verbleef ze een periode in Parijs en maakte een aantal werken in een meer fauvistische stijl, maar wel nog steeds in strakke belijningen. In 1926 exposeerde ze in de Hamburger Kunsthalle. In 1929 werkte ze een tijdje te Visby op het eiland Gotland. Ze overleed in 1930, 44 jaar oud, na een hartoperatie.

## Galerij

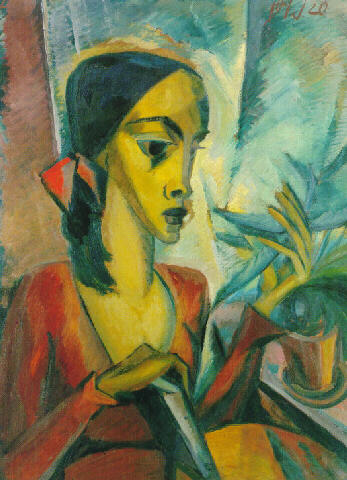
Annemarie, 1920
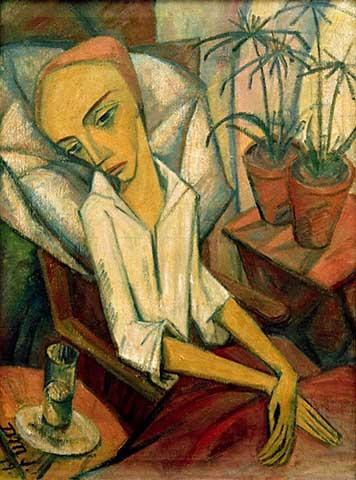
Das kranke Mädchen, 1919
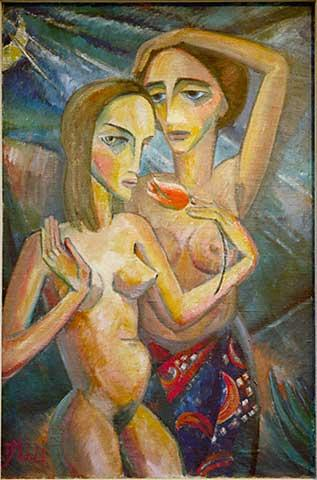
Zwei Mädchen mit Tulpe, 1921
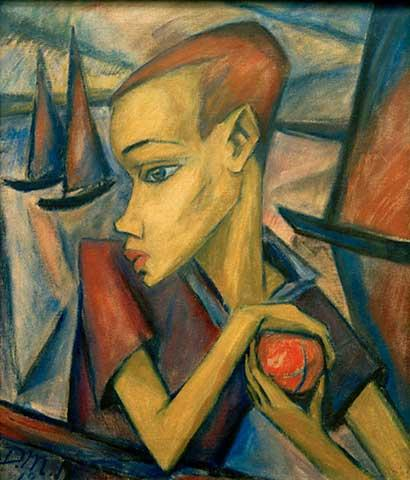
Knabe mit rotem Ball, 1919
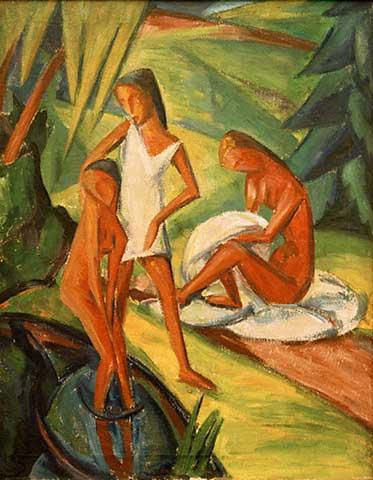
Drei Mädchen am Wasser, 1918
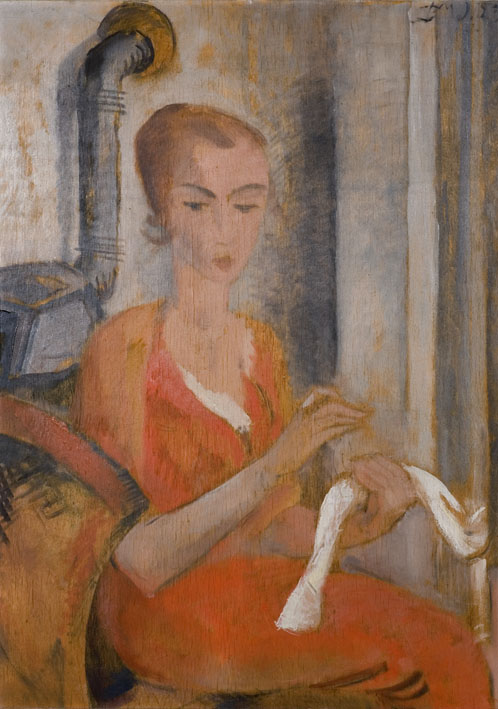
Näherin, 1923
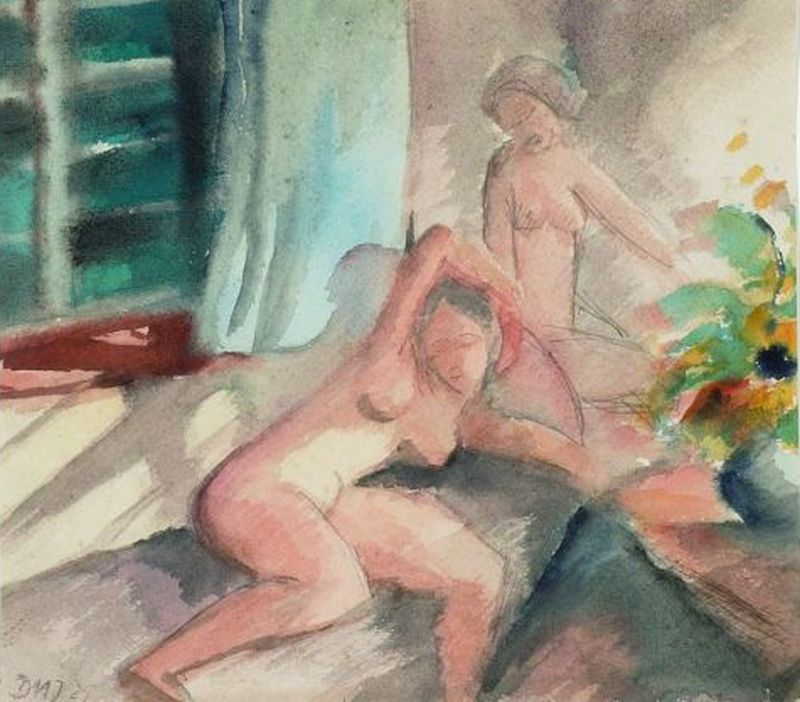
Interieur mit weiblichen Akten, 1925
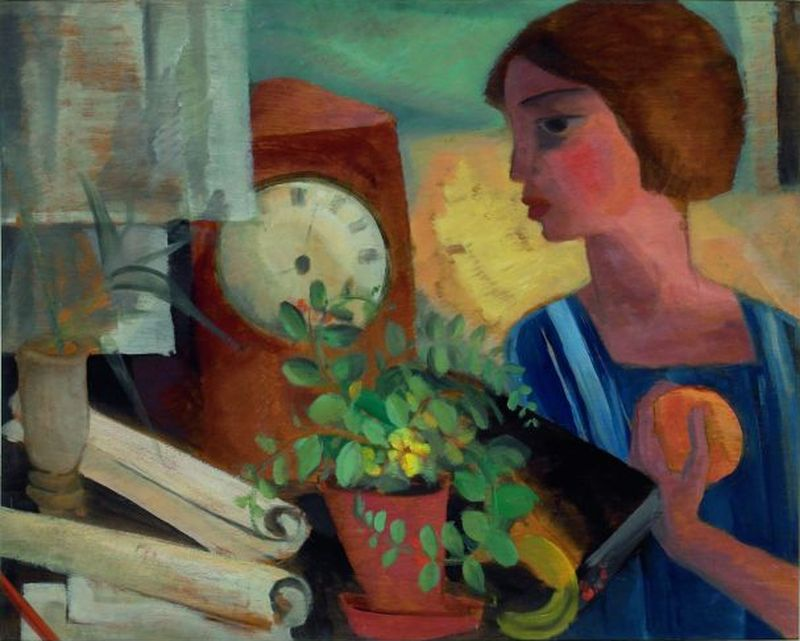
Mädchen mit Uhr, 1922
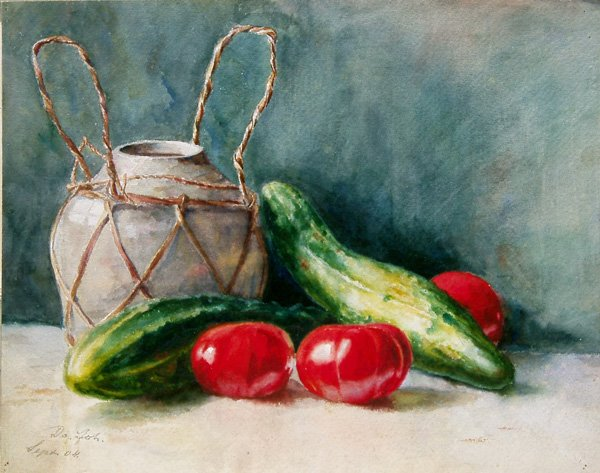
Stilleben mit Gurken, 1904
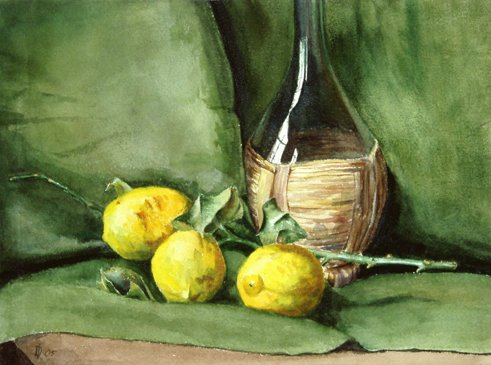
Stilleben mit drei Zitronen und Weinflasche, 1905